# Malvazinky (album)

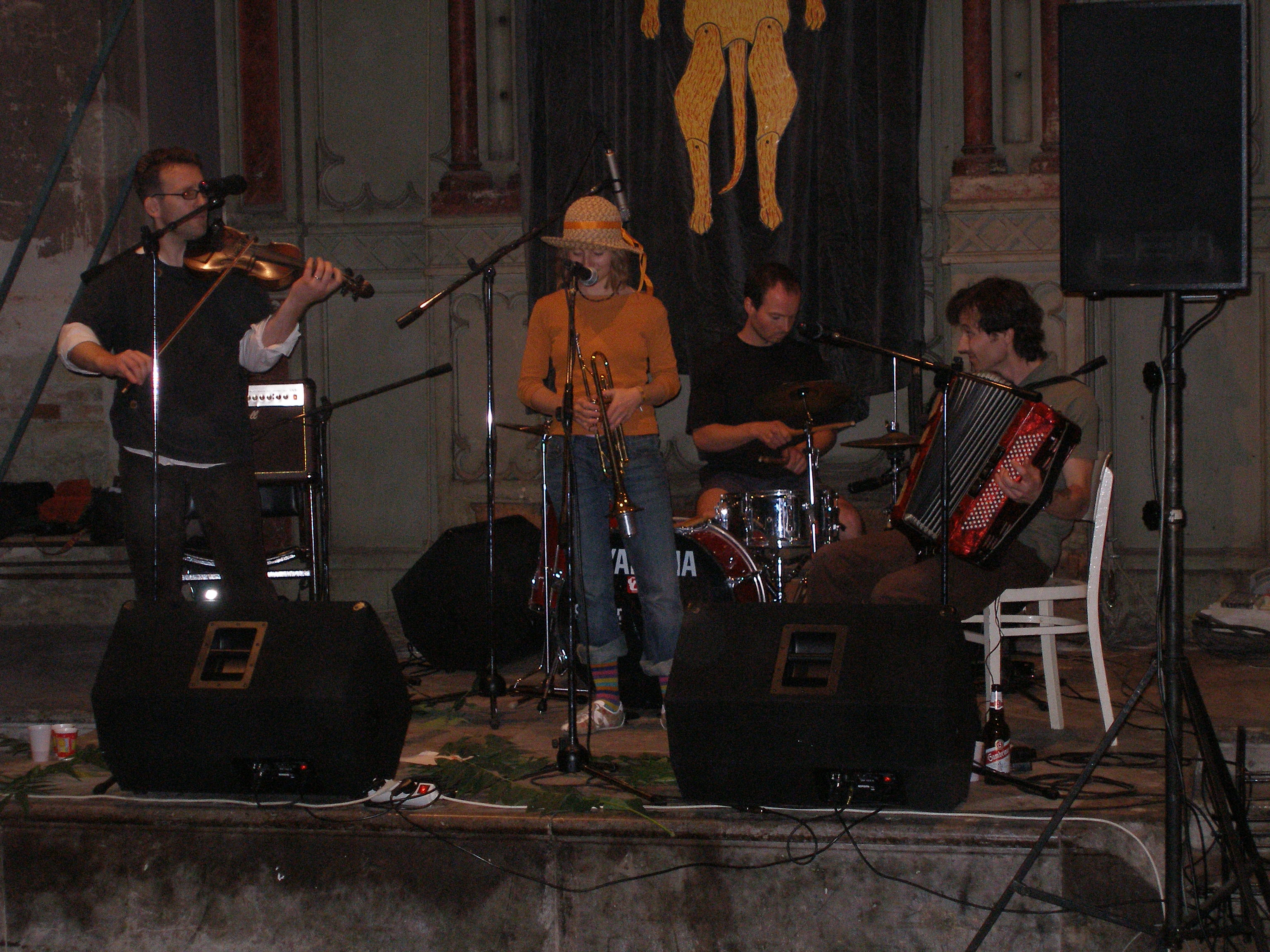
Křest CD v libeňské synagoze

Malvazinky je album skupiny Pláče kočka vydané roku 2006. Pojmenováno je po pražském hřbitově Malvazinky, kde oba hlavní protagonisté souboru – Jakub Sejkora a Josef Jeřábek – dříve pracovali. Křest alba proběhl 21. září 2006 v libeňské synagoze v Praze.

## Obsah alba
1. Hrobnická 2:29
2. Farářova píseň 3:04
3. Mustangové z Libně 3:04
4. Leichenwagen 2:38
5. Písnička 2:32
6. Ďas 4:06
7. Pláče kočka 2:44
8. Píseň dobrodruha 2:53
9. Kárl 3:41
10. Rekviem 2:46
11. Kocouří band 3:40
12. Malvazinky 3:02
13. Tramvaj 2:52